# Floris van Assendelft
Floris Willem van Assendelft (* 7. Dezember 1985 in Enschede) ist ein niederländischer Schachspieler.

## Leben
Floris van Assendelft absolvierte ein Ingenieursstudium an der Reichsuniversität Groningen. Er arbeitet als SAP-Berater bei Capgemini in Utrecht und wohnt in Den Haag.

## Erfolge
2005 wurde er in Schagen bei der niederländischen Meisterschaft in der Kategorie U20 Zweiter hinter Joost Michielsen. Van Assendelft gewann mehrmals die Einzelmeisterschaft der Provinz Overijssel.
Vereinsschach spielte er für die Schaakvereniging Park Stockhorst und die Schaakgenootschap Max Euwe, beide aus Enschede. In der höchsten niederländischen Liga, der Meesterklasse, spielte er zum ersten Mal in der Saison 2014/15, und zwar für SISSA Groningen. In Deutschland spielt er für den Düsseldorfer SK 1914/25. In der isländischen Mannschaftsmeisterschaft spielte er in der Saison 2013/14 für Skákdeild Fjölnis a-sveit. Mit Capgemini gewann er 2018 in Apeldoorn die niederländische Betriebsschachmeisterschaft.
Seit September 2012 trägt er den Titel Internationaler Meister. Die Normen hierfür hatte er schon im Oktober 2008 Essent Open in Hoogeveen erzielt, bei dem er unter anderem gegen den Großmeister Michail Ulybin gewann, beim 26. Open in Cappelle-la-Grande im Februar 2010 sowie beim Najdorf-Open in Warschau im Juli 2010. Die notwendige Elo-Zahl von 2400 erreichte er im September 2012.